# Muława
Muława – rzeka dorzecza Bugu, lewy dopływ Zielawy o długości 28,43 km. Wypływa z Kanału Wieprz-Krzna, na wschód od wsi Kalinka. Płynąc na północ, przecina drogę wojewódzką nr 815 a następnie drogę krajową nr 63. W swoim biegu przepływa obok miejscowości Polubicze Dworskie i Rossosz, po czym wpada do Zielawy.